# Морави (Мазовецьке воєводство)
Морави (пол. Morawy) — село в Польщі, у гміні Ступськ Млавського повіту Мазовецького воєводства.
Населення — 179 осіб (2011).
У 1975-1998 роках село належало до Цехановського воєводства.

## Демографія
Демографічна структура станом на 31 березня 2011 року:
|          | Загалом | Допрацездатний вік | Працездатний вік | Постпрацездатний вік |
| -------- | ------- | ------------------ | ---------------- | -------------------- |
| Чоловіки | 88      | 25                 | 56               | 7                    |
| Жінки    | 91      | 19                 | 47               | 25                   |
| Разом    | 179     | 44                 | 103              | 32                   |